# Mariana Kosturkova
Mariana Kirilova Kosturkova, coniugata Čobanova (in bulgaro Мариана Кирилова Костуркова-Чобанова?; Blagoevgrad, 13 settembre 1965), è un'ex cestista e allenatrice di pallacanestro bulgara naturalizzata portoghese.

## Carriera
Con la Bulgaria ha disputato i Giochi olimpici di Seul 1988, due edizioni dei Campionati mondiali (1986, 1990) e cinque dei Campionati europei (1983, 1985, 1989, 1991, 1993).